# Itacoatiara (Niterói)
Itacoatiara é um bairro da Região Oceânica de Niterói, no estado do Rio de Janeiro, Brasil. Em Itacoatiara, situa-se uma famosa praia homônima, que é palco de torneios de surfe e de bodyboarding, e que se situa a cerca de 35 minutos de carro do centro da cidade de Niterói.

## Etimologia
O nome Itacoatiara é originário da língua indígena e significa "Pedra Pintada". Procede do tupi ou nheengatu itá: pedra; e coatiara: pintado, gravado, escrito, esculpido.

## Geografia

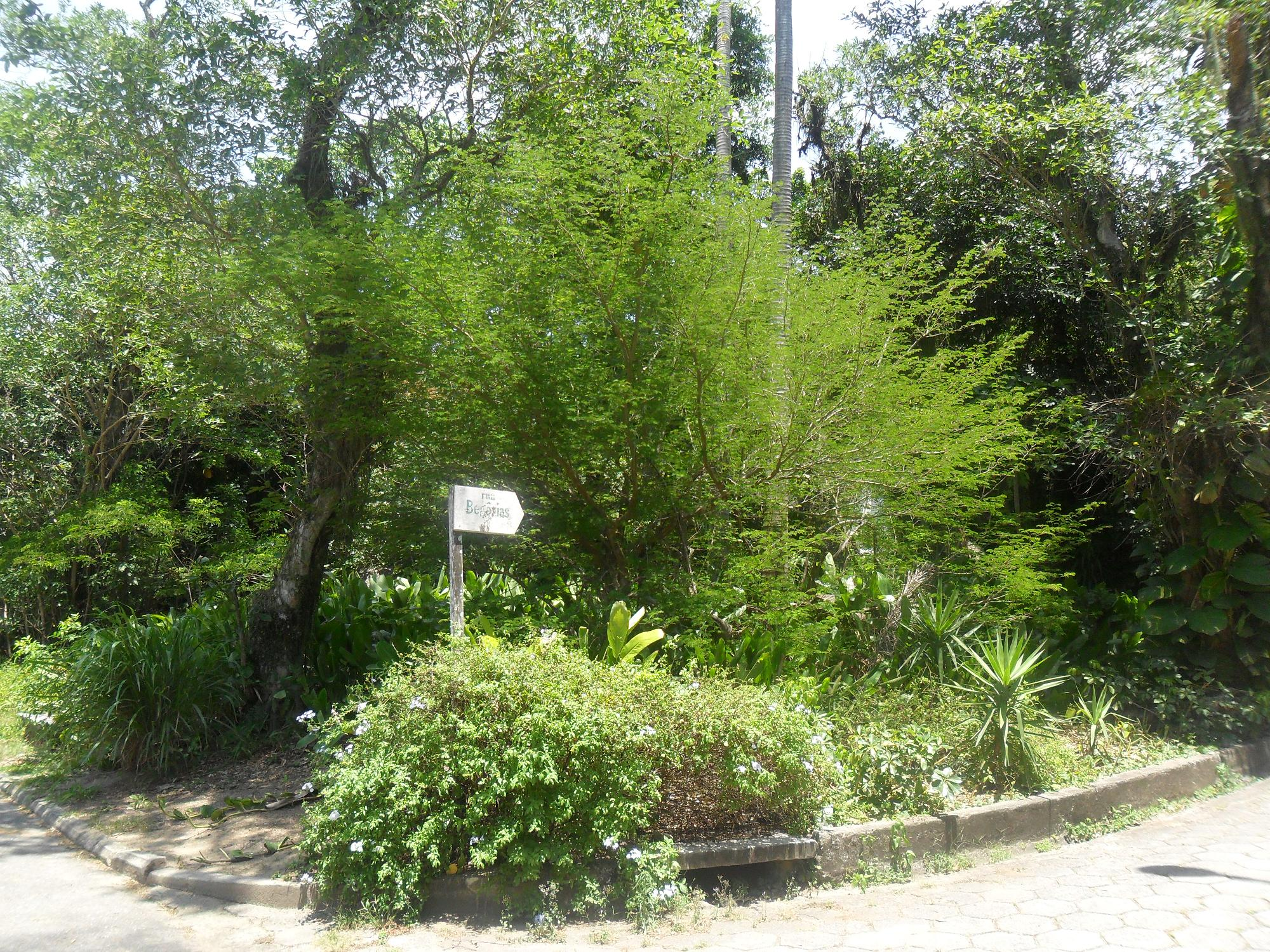
Praça Paulo de Tarso Montenegro, esquina da Rua das Begônias com Rua das Hortências, em Itacoatiara.

Cercado pelo parque estadual da Serra da Tiririca, Itacoatiara é um pequeno bairro eminentemente residencial com casas em sua maioria de classes média e alta.
De acordo com o censo de 2000, os domicílios ocupados em Itacoatiara representavam somente 62,65% dos existentes, taxa bastante inferior a da média do município de Niterói. Essa diferença pode ser explicada pela existência no bairro de casas de veraneio, ocupadas apenas eventualmente. A lei orgânica do município de Niterói impõe regras rígidas para construção no bairro, não podendo os prédios possuírem mais de dois andares. O número de estabelecimentos comerciais também é bastante limitado. Em volta da praia, há uma vegetação de restinga, cortada apenas por alguns caminhos feitos para que os banhistas possam se dirigir ao mar.
A arquitetura das casas em Itacoatiara sofre muita influência do estilo de construção suburbano estadunidense, com casas centralizadas e grama no quintal, além do telhado em estilo tradicional e muitos acessórios de madeira [carece de fontes?].
Quase todas as ruas do bairro têm nomes de flores e são, em sua maioria, não asfaltadas, por desejo dos próprios moradores, representados pela SOAMI. Há água encanada desde 2000 e sistema de coleta de esgotos desde 2004. O bairro possui apenas uma entrada por terra, onde há uma cabine de polícia.

### Demografia

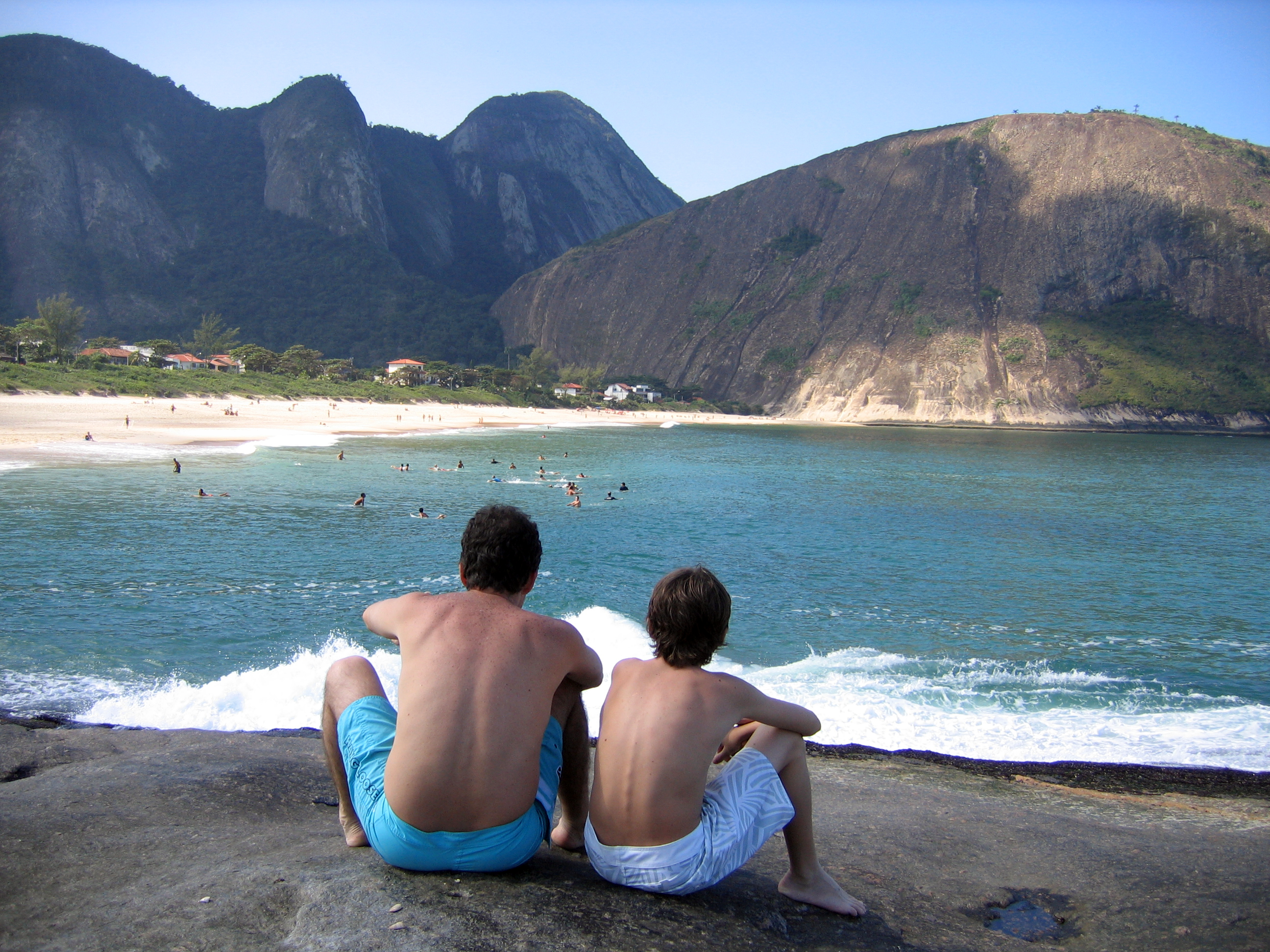
Praia de Itacoatiara. Ao fundo, à esquerda, a pedra do Elefante e, à direita, o morro do Costão.

A população de Itacoatiara em 1996 era de 570 homens e 576 mulheres. Em 2000, era de 651 homens e 683 mulheres.

## Política
Itacoatiara possui uma associação de moradores, a SOAMI - Sociedade de Amigos e Moradores de Itacoatiara, considerada um importante ator político nas demandas em relação ao poder público. Nos últimos anos, a SOAMI - Sociedade dos Amigos de Itacoatiara - também instalou um sistema de segurança particular que inclui carros que rondam o bairro, inclusive à noite.
Na década de 1990, um projeto da câmara de vereadores de Niterói anexou ao bairro a estrada de Itacoatiara, bem como suas ruas transversais, anteriormente parte do bairro niteroiense de Itaipu. A associação de moradores local na época protestou, afirmando que esta incorporação de terras ao bairro tinha como finalidade apenas valorizar os terrenos da parte de fora da entrada do loteamento[carece de fontes?]. Ainda atualmente, a SOAMI não reconhece os terrenos anteriores ao posto policial como sendo parte de Itacoatiara.

## História

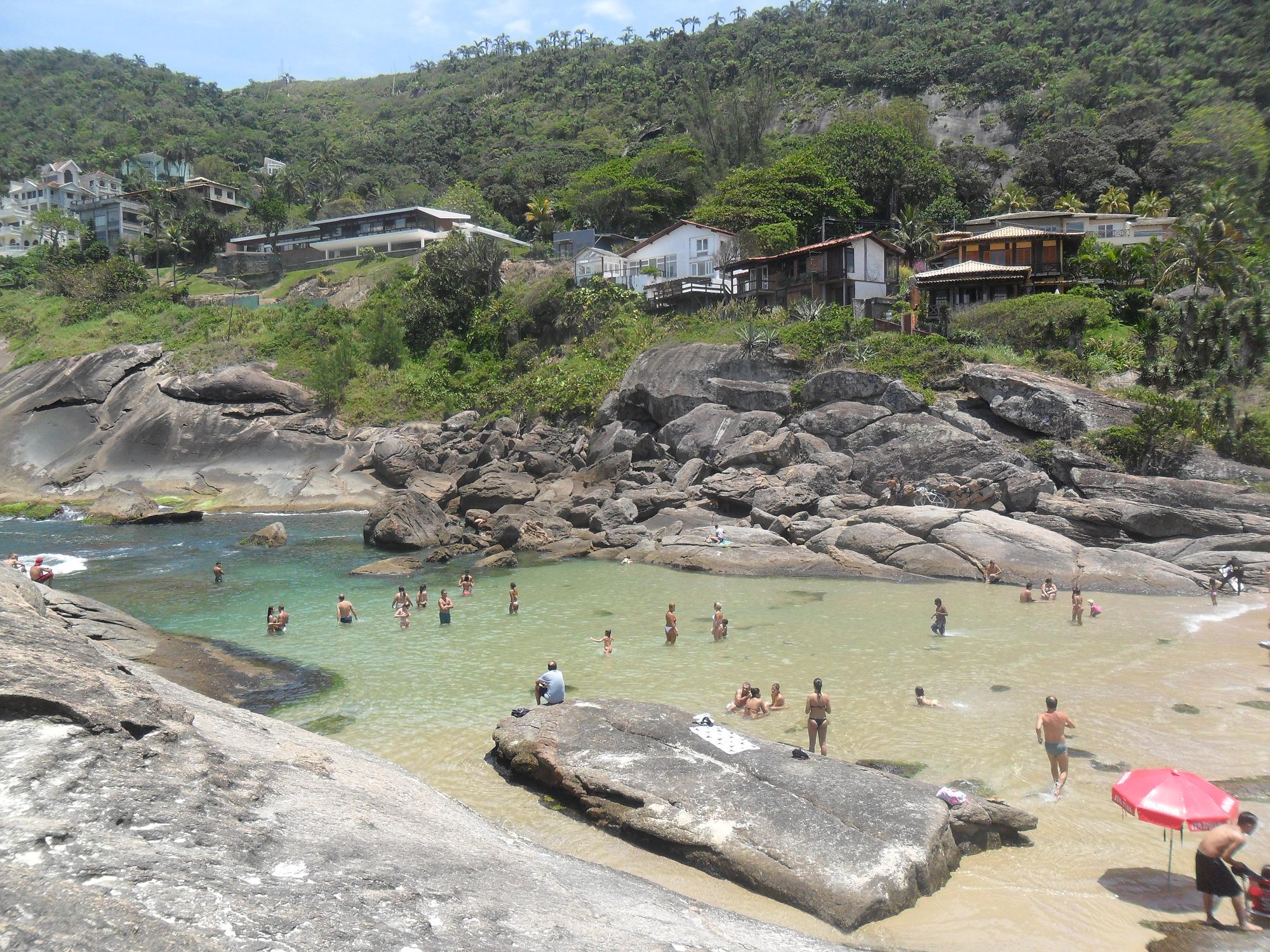
Prainha de Itacoatiara.

A primeira menção ao nome Itacoatiara é encontrada no Arquivo da Câmara Municipal de Niterói,datada de 26 de janeiro de 1831.

O bairro começou efetivamente a ser povoado durante a década de 1940, quando Mathias Sandri comprou cerca de 70% de seu território, e Francisco Felício os outros 30%. O terreno foi então loteado, sendo que a maior parte dos lotes possuía dimensões de 15,0 x 30,0m. Para que animais de grande porte não entrassem pelo único acesso existente, foi construído um “mata-burro”.
Nos anos 50 foi fundado por Mathias Sandri e outros moradores o Itacoatiara Pampo Clube, num terreno à beira-mar. Os lotes eram originalmente vendidos por Mathias Sandri apenas para pessoas de seu círculo de relacionamentos e para aqueles que lhe fossem indicados.

## Trilha do Costão de Itacoatiara
A trilha do Morro do Costão de Itacoatiara, é considerada de dificuldade média, pois apesar de ter apenas 2 km de comprimento (ida e volta) e 217 metros de altitude, possui trechos íngremes e exige condicionamento físico principalmente das pernas.
O início da trilha fica no final da Rua das Papoulas, 222, Niterói – RJ, onde há uma entrada para o Parque Estadual da Serra da Tiririca, que permite o acesso das 8 às 17 horas.
Com pouco tempo de caminhada, você chegará em um ponto de parada com banco para descanso e uma trifurcação com placa. O caminha para o Costão é o da direita, os outros levam para a Enseada do Bananal e o Morro do Elefante.
A subida tem alguns trechos expostos e muita gente acaba ficando com medo, mas em 25 minutos você consegue chegar ao topo.
Do cume você consegue ver a praia de Itacoatiara, um pedaço da enseada do Bananal, a Pedra do Elefante, as praias de Camboinhas, Itaipu e Piratininga e, no fundo, o Rio de Janeiro principalmente identificado pelo Pão de Açúcar e pela Pedra da Gávea.

## Galeria

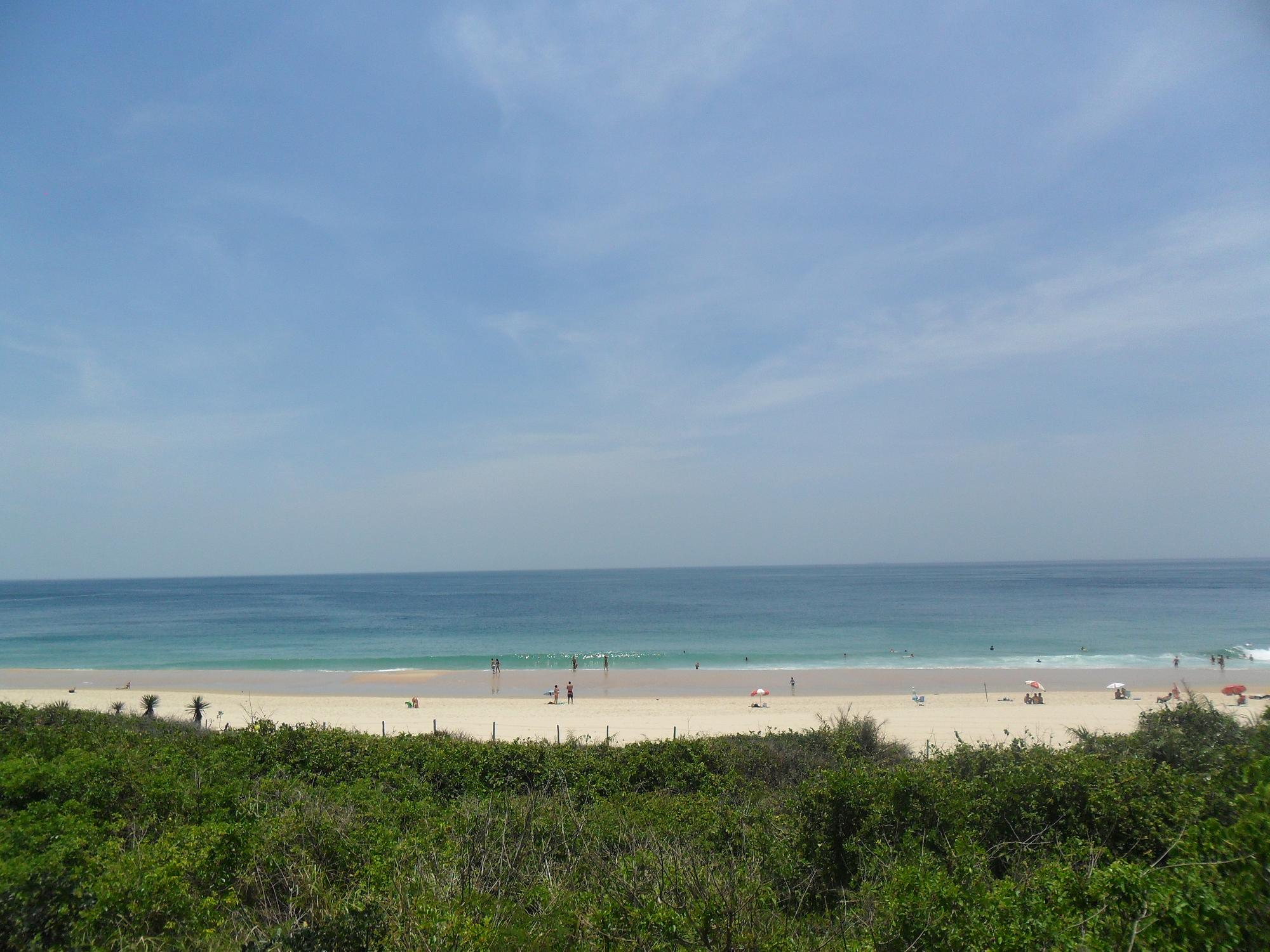
Vegetação em volta da Praia de Itacoatiara.
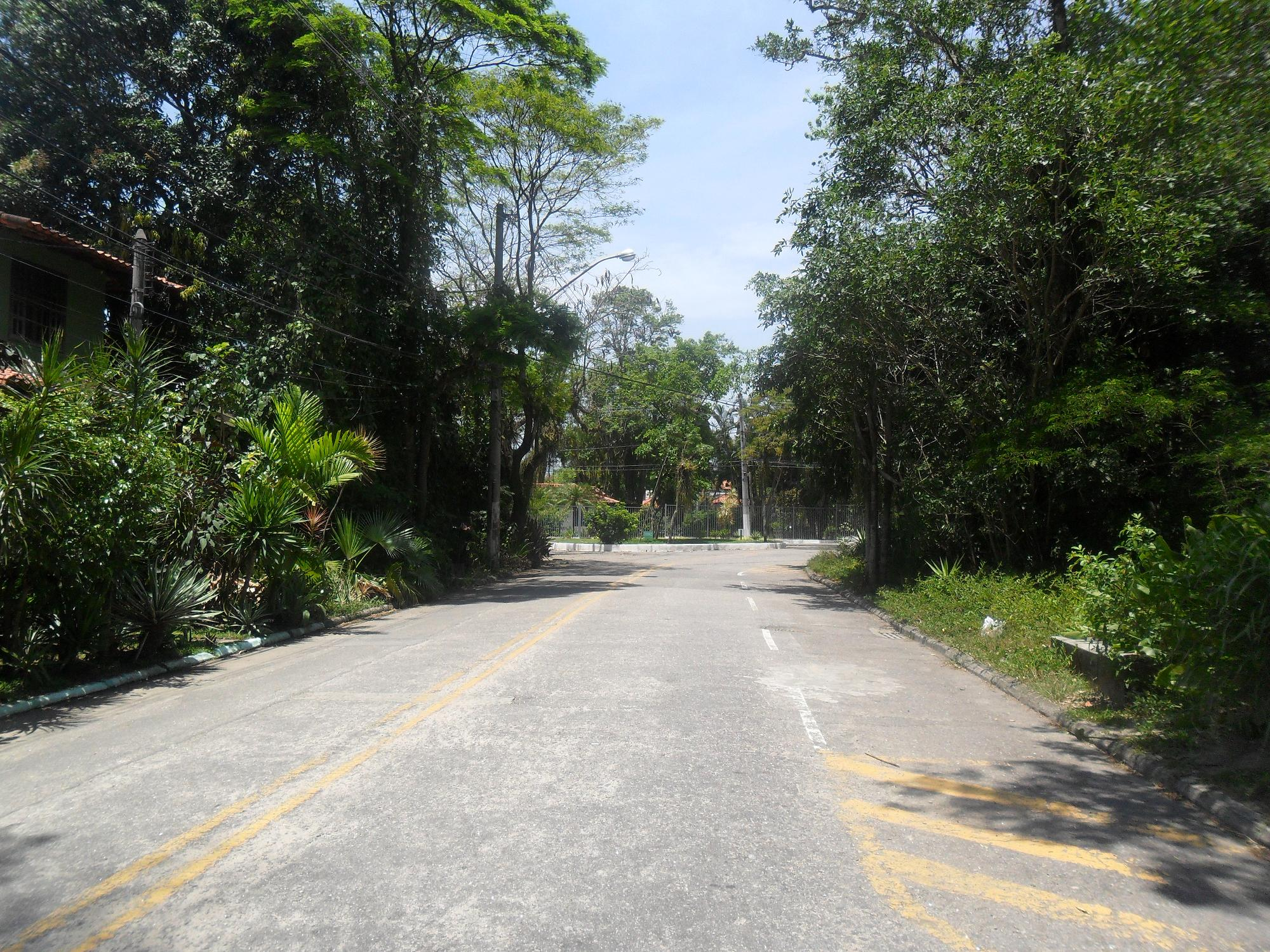
Rua das Hortências, em Itacoatiara.
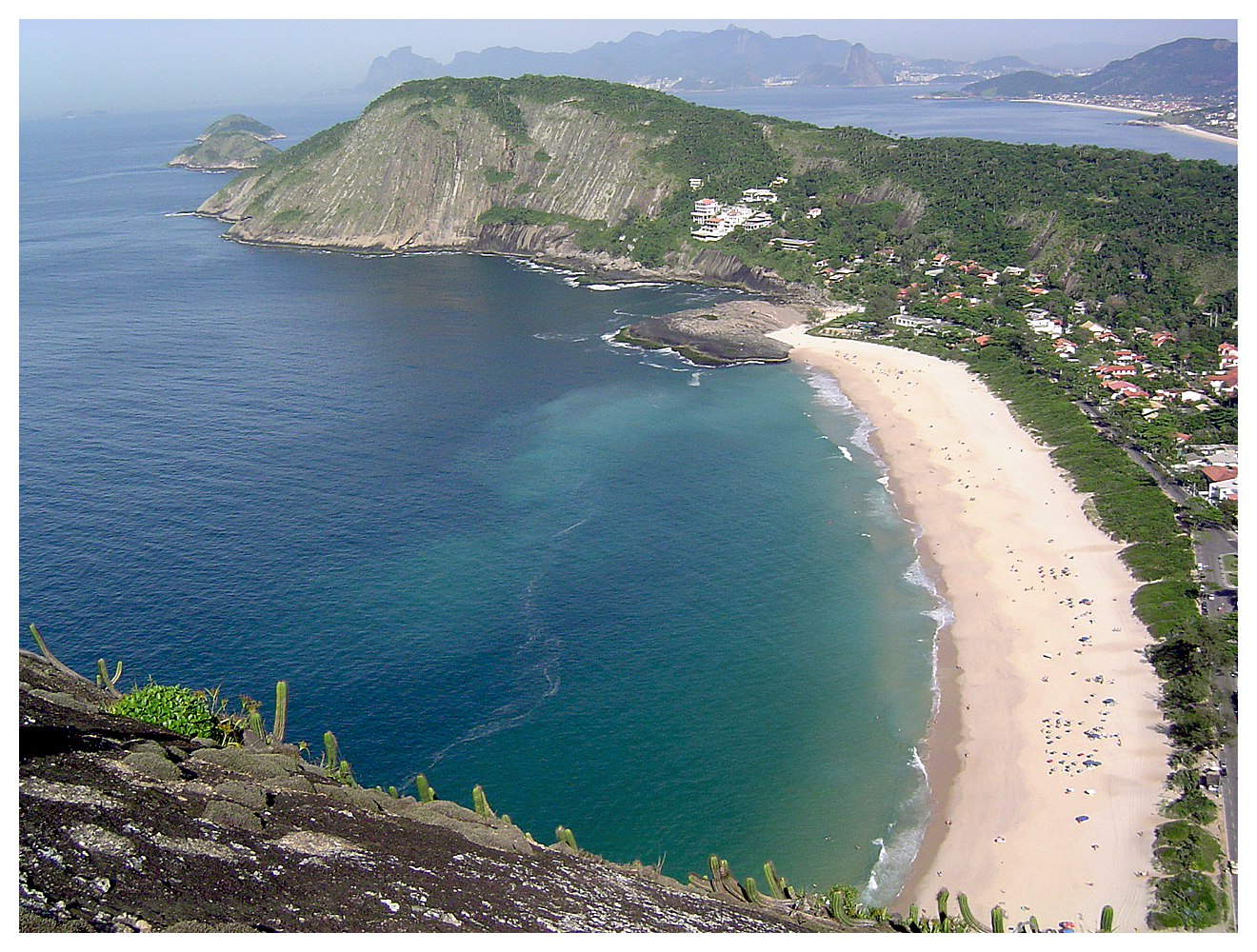
Vista da praia de Itacoatiara do morro do Costão.
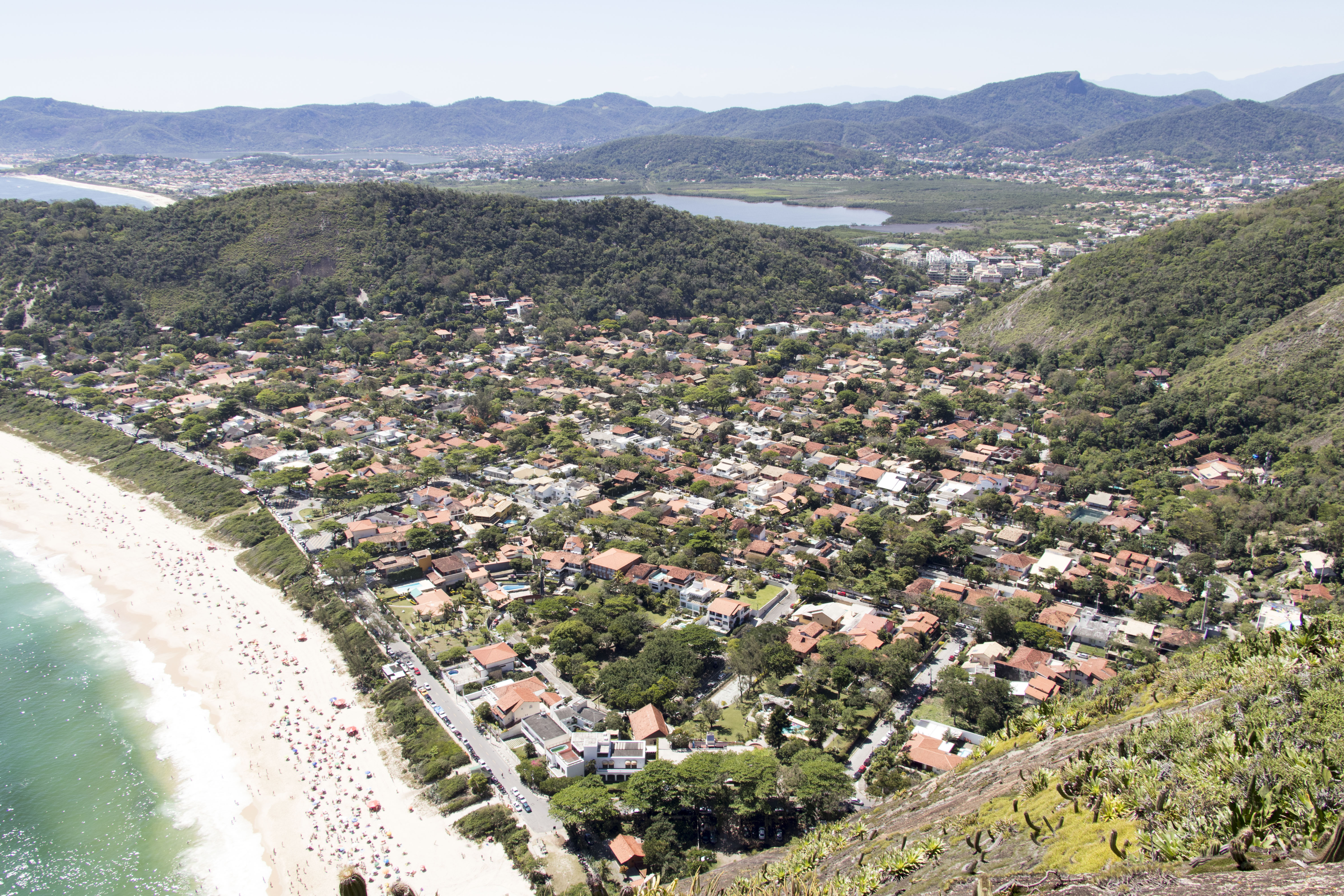
Vista da área residencial do morro do Costão.